# Municipio de Goose Nest
El municipio de Goose Nest (en inglés: Goose Nest Township) es un municipio ubicado en el  condado de Martin en el estado estadounidense de Carolina del Norte. En el año 2010 tenía una población de 1.100 habitantes.

## Geografía
El municipio de Goose Nest se encuentra ubicado en las coordenadas 35°58′44.57″N 77°18′48.88″O / 35.9790472, -77.3135778.